# Theodor Hagen (Komponist)
Theodor Hagen (* 15. April 1823 in Hamburg; † 21. Dezember 1871 in New York), Pseudonym Joachim Fels, war ein deutscher Komponist, Musikkritiker, Hauslehrer, Dichter und Mitglied im Bund der Kommunisten.

## Leben
Theodor Hagen machte von 1838 bis 1840 in Hamburg eine kaufmännische Lehre. Danach begann er ein Musikstudium, das er 1841 in Paris fortführte. Er wurde mit Heinrich Heine, Richard Wagner und Friedrich Hebbel bekannt und korrespondierte von 1842 bis 1844 mit Ludmilla Assing. Hagen schrieb für die von Georg Schirges redigierten Zeitschriften Telegraph für Deutschland und die Hamburger Jahreszeiten sowie für Robert Schumanns Neue Zeitschrift für Musik. 
Nach seiner Rückkehr nach Hamburg leitete Hagen das Städtische Theater Hamburg als „Theater-Sekretär“.
Während der Revolution 1848/1849 betätigte er sich im Hamburger Arbeiterbildungsverein und im Demokratischen Kreisausschuß seiner Heimatstadt. Er nahm am zweiten Demokratenkongress in Berlin (26. Oktober bis 30. Oktober 1848) und Anfang Mai 1849 in Frankfurt teil. Am 14. Dezember 1848 wurde Hagen in die Hamburger Konstituante gewählt. Als Karl Marx im Frühjahr 1849 Hamburg besuchte, lernte er Theodor Hagen kennen. Das Mitglied des Bundes der Kommunisten Conrad Schramm reiste 1849 mit seinem Pass, als dieser verhaftet wurde. Anfang November 1849 verhandelte Theodor Hagen im Auftrag von Karl Marx mit dem Hamburger Verleger Julius Schuberth über die Herausgabe der Neuen Rheinischen Zeitung. Politisch-ökonomische Revue. Es gelang Hagen, auch einen Drucker zu gewinnen. Hagen war der Korrektor dieser Zeitschrift. 1850 emigrierte Hagen nach London, wo er als Musiklehrer und Journalist seinen Unterhalt verdiente. 1854 wanderte er in die USA aus und ließ sich in New York nieder. Hier war er als Musiklehrer und Musikkritiker tätig. Er schrieb über deutsche Komponisten und komponierte auch einige Lieder. Als Redakteur der The Musical review and musical world fand er große Anerkennung. Theodor Hagen erlag am 27. Dezember 1871 einem Herzleiden.

## Werke
- Hamburger Briefe. An Maria. In: Neue Zeitschrift für Musik Gegründet 1834 von Robert Schumann. Friese, Leipzig 1845. Band 22, S. 111–112 und S. 119–120.
- Hamburger Briefe. In: Neue Zeitschrift für Musik Friese, Leipzig 1845. Band 22, S. 130–132 und 142–143.
- Hamburger Briefe. In: Neue Zeitschrift für Musik Friese, Leipzig 1845. Band 22, S. 171–172.
- Hamburger Briefe. In: Neue Zeitschrift für Musik Friese, Leipzig 1845. Band 22, S. 214–216.
- Die Civilisation in Beziehung zur Kunst mit specieller Berücksichtigung der Musik. In: Neue Zeitschrift für Musik Friese, Leipzig 1845. Bd. 23, S. 153–156, 158–159, 165–167, 173–175, 185–186, 189–190, 193–195 und 205–206.
- Civilisation und Musik. Wilhelm Jurany, Leipzig 1846 (books.google.com Reprint: Antiquariat-Verlag Zimmermann, Straubenhardt 1988).
- Elise Fährlich. Ein socialer Roman. Vereins-Verlagsbuchhandlung Otto Wigand, Leipzig 1847 und 2., unveränderte Ausgabe. Costenoble und Remmelmann, Leipzig 1851 (books.google.com).
- Musikalische Novellen. Wilhelm Jurany, Leipzig 1848 (books.google.com).
- Einige Worte über die neunte Symphonie von Beethoven und Richard Wagner’s Lohengrin. In: Süddeutsche Musik-Zeitung. B. Schott’s Söhne, Mainz 1852, 1 Jg. Nr. 19 vom 9. August 1852.
- Geschichte eines Klaviers, von diesem selbst erzählt und veröffentlicht. In: Süddeutsche Musik-Zeitung. B. Schott’s Söhne, Mainz 1853, 2. Jg. Nr. 18 vom 2. Mai 1853 und Nr. 19 vom 9. Mai 1853 (books.google.com).
- Presto. Ein Beitrag zur musikalischen Geschichte des Jahrhunderts. In: Meyer’s Monats-Hefte. Band 5, Nr. 1, Januar 1855, S. 50 ff. (books.google.com).
- Geschichte eines Klaviers, von diesem selbst erzählt. In: Meyer’s Monats-Hefte. No. 3, März 1855 Band 5, S. 182 ff. (books.google.com).
- Die Musikalische Wintersaison in New-York: Süddeutsche Musik-Zeitung. B. Schott’s Söhne, Mainz 1855, 4. Jg. Nr. 23 vom 4. Juni 1855.
- Aus Londons Gesellschaft oder die Drahtzieher. Ein Roman. 2 Bände. Adolph Büchting, Nordhausen 1856 (books.google.com).
- H. A. Wollenhaupt, Th. Hagen: New Method for the Pianoforte and methodical guide for the Pianoforte teacher. New York 1861.
- Robert Schumann. In: The Musical review and musical world. A journal of secular and scared music. Band XII. Mason Brothers, New York 1861 12. und 26. Oktober 1861.
- Carl Maria von Weber. In: The Musical review and musical world. A journal of secular and scared music. Band XII. Mason Brothers, New York 1861, S. 205–206, 217–218 und 229–230.
- Franz Schubert. In: The Musical review and musical world. A journal of secular and scared music. Band XII. Mason Brothers, New York 1861, 8. Juli 1861
- Franz Liszt. Illustrations. Hrsg. von Theodor Hagen. Schuberth; Polz, Leipzig 1870.

## Briefe
- Sieben Briefe an Ludmilla Assing.[6]
- ein Brief an einen unbekannten ohne Datum.[7]
- drei Briefe von Theodor Hagen an Karl Marx 20. November 1849; 25. Januar 1850 und 28. Juni 1850.[8]
- ein Brief von Friedrich Engels an Julius Schuberth, Theodor Hagen und Stephan Naut 4. März 1850.[9]
- zwei Briefe von Theodor Hagen an Friedrich Engels 8. März und 13. März 1850.[10]